# 高俅
高 俅（こう きゅう、Gāo Qiú、? - 1126年6月6日）は、中国北宋末期の政治家、太尉。中国の小説で四大奇書の一つである『水滸伝』の登場人物でもある。

## 史実の高俅
徽宗の治世下で殿帥府太尉を勤めた。『宋史』によれば、父の名は高敦復で、数人の兄弟と4人の息子がいた。正確な兄弟順は不明だが、高俅の兄弟に高傑と高伸がおり、兄弟全員の名前に人偏がついていたという（輩行字）。『水滸伝』では太尉に上り詰めた際に「高二」（高毬）から「高俅」へ改名したとされているが、史実では元々高俅が本名であった。
『宋史』及び『揮麈後録』などの野史によると、『水滸伝』に描かれるように生来放蕩無頼の気質があり、様々な有力者の間を食客として転々としていた。英宗の女婿の王詵の食客になっていた際、当時端王だった趙佶（後の徽宗）に使いし、蹴鞠の才を披露して気に入られ側に仕えるようになった。趙佶の即位後、資格なくとも勤まる武官として宮中に昇り、以降とんとん拍子に出世して殿帥府太尉まで上り詰めた。
『十朝綱要』（崇寧4年5月丁未条）によれば、1105年に徽宗が遼へ使者を送った時、客省使であった高俅が副使に任じられている。当時の宰相であった蔡京が正使の林攄へ遼を挑発するよう秘かに命じて、遼から戦争を仕掛けさせようとしたとされている。この時、高俅が何処まで関与したかは不明だが、林攄は蔡京の指示通りに遼の天祚帝へ高圧的な言辞を述べたため、宋と遼は開戦寸前の状況に陥った。事情を知って激怒した徽宗は蔡京を一時罷免している。
高俅は禁軍の最高指揮官である童貫と結託して軍政を握り、軍費を着服し、兵士を私用の使いや自宅の改修工事などに使い、さらに他の高官や有力者の私用のためにも兵を出向させたため、禁軍の弱体化を招いたとされる。『宋史』によると、1125年に金の太宗が開封を陥落させ、徽宗・欽宗父子とその一門を捕らえて、厳寒地の東北にある五国城（黒竜江省北部）に強制移住させた。高俅はその頃病に倒れ、翌年夏に自邸で逝去したとされる。死後、既に処罰されていた蔡京・童貫らと同様、官職を全て剥奪され、また開封が陥落した際は一族の官職及び家財も没収された。高宗は高俅が不遇のうちに死んだのを哀れみ、宮中で追悼式を行おうとしたが、大臣の李若水が「高俅は国家を滅ぼした佞臣であり、追悼などとんでもないことであります」と反対したため、追悼行事は行われなかった（盛巽昌『水滸伝補証本』）。
『水滸伝』で高俅とともに四姦臣として語られる蔡京や童貫に比べ、史実では功績・悪行双方の面で大きく劣り、当時奸臣の代表として論われた呼称「六賊」には入っておらず、個別の列伝はおろか『宋史』姦臣佞幸両伝にもその伝は立てられていない。現代中国の学者・盛巽昌は、『宋史』があまりにもずさんなので、高俅の列伝を立てることが出来なかったのだろうとしている。また、『水滸伝』に描かれるようなまったくの忘恩不義の徒というわけではなかったらしいことを伝える記録もある。新法派の蔡京の権勢下、蘇軾の一族は旧法派であったために官職にも就けず世間から冷遇されていたが、高俅だけはかつて蘇軾の下で書記を務めていた恩義から、その一族への援助を生涯怠らなかったという。以上の記述から史実の高俅は、良くも悪くも遊侠の徒としての性格が強い人物であった事が窺える。

## 『水滸伝』の高俅
徽宗に仕える殿帥府太尉であり、宋を操る四姦臣の1人。従弟に高廉、養子に高衙内（高俅の従兄である高三郎の子）がいる。
元々は高二という名のゴロツキで、幇間をして金を稼ぎ、仲間を引き連れ無頼を行なっていた。高二は悪行を重ねたため憲兵に逮捕され、浪人上がりの禁軍師範の王昇の裁きによって、棒叩きの刑罰を喰らった過去を持っていた。だが、彼は多芸な人物で、棒術、相撲、音楽や詩文などに精通し、特に蹴鞠が非常に上手で、その技から人々に「高二」ではなく「高毬」と呼ばれるほどであった。宋の皇族の端王（後の徽宗）に偶然蹴鞠の技を披露したことで端王に惚れ込まれ、側に仕えるようになる。端王が皇帝に即位すると共に取り立てられ、最終的には殿帥府の太尉にまで昇格した。またこの時、高官の地位にありながら「高毬」のままでは余りに酷いということで、「高俅」に改名した。
高俅は典型的な悪人として描かれており、彼と彼の一族は私利私欲のために権力を濫用した。九紋龍史進の師匠であり、自身が恨みを持つ亡き王昇の息子で亡父と同様の禁軍師範・王進の官職を剥奪し、その出奔の原因を生み出した。また、養子の高衙内が王進と同じ禁軍師範の豹子頭林冲の妻を横恋慕していたために、林冲を冤罪に陥れ、柴進が梁山泊へ入るきっかけを作った。物語の最後では方臘討伐後に凱旋し官職についた宋江・盧俊義らの暗殺を謀り、成功させている。そのことを徽宗に責められるが、徽宗も基本的には高俅を信用しているため、特に罰を受ける事はなかった。
『水滸伝』最大の悪役にもかかわらず、五体無事のまま最終回を迎えた高俅だったが、二次創作小説『水滸後伝』においては失脚して配流される途中で、李応ら梁山泊の残党に遭遇し、それまでの悪事を散々罵られた挙句、鴆毒を盛られて悶死している。